# Taurianum
Taurianum (łac. Dioecesis Taurianiensis) – stolica historycznej diecezji w Italii, erygowanej ok. VI wieku, a włączonej w roku 1093 w skład diecezji Mileto.
Współczesne miasto Taurianova w prowincji Reggio Calabria we Włoszech. Obecnie katolickie biskupstwo tytularne ustanowione w 1968 przez papieża Pawła VI.

## Biskupi tytularni
| Lp. | Biskup               | Funkcja                                                                    | Od               | Do |
| --- | -------------------- | -------------------------------------------------------------------------- | ---------------- | -- |
| 1   | Alessandro Staccioli | wikariusz apostolski Luang Prabang (Laos) biskup pomocniczy Sieny (Włochy) | 26 września 1968 |    |